# Arne Cederholm
Gustaf Arne Cederholm, född 24 september 1870 i Kyrkslätt, död 29 december 1931 i Helsingfors, var en finländsk advokat. Han var son till Theodor Cederholm och bror till Hanna Cederholm.
Cederholm blev vicehäradshövding 1894 och var verksam som advokat i Helsingfors och Viborg. Han utgav faderns av personliga värdeomdömen fyllda Politiska minnen (1924). Han skrev även boken Kagalens uppkomst och andra episoder (1920).